# German Muñoz
German Muñoz (Lima, 23 de junho de 1973) é um ex-futebolista peruano que atuava como defensor.

## Carreira
German Muñoz integrou a Seleção Peruana de Futebol na Copa América de 1997.